# Soul food

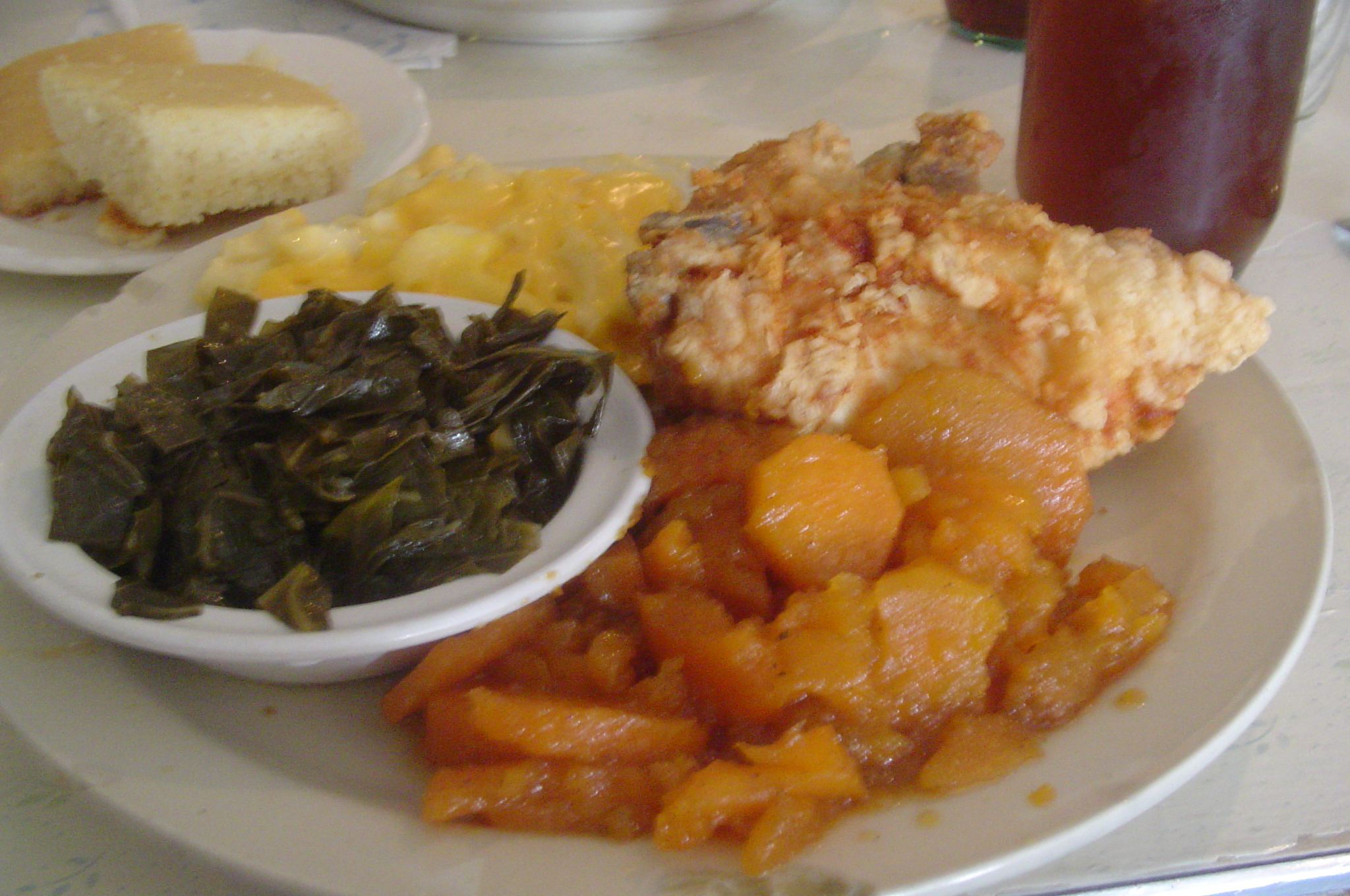
Una cena soul food: pan de maíz, col rizada, macarrones con queso, pollo frito, ñame y té dulce.

Se llama soul food a una gastronomía estadounidense tradicional de los afroamericanos del sur de Estados Unidos. A mediados de los años 1960, soul era un adjetivo común para definir la cultura negra (por ejemplo, música soul), y de ahí procede el término soul food.

## Orígenes
Los orígenes de la soul food pueden remontarse a África. Alimentos tales como el arroz, el sorgo (conocido por los europeos como «maíz de Guinea») y el gombo —todos ellos elementos comunes a la cocina del oeste de África— fueron introducidos en América como resultado del tráfico de esclavos transatlántico, y se convirtieron en alimentos básicos entre los esclavos africanos. También comprende una parte importante de la cocina sureña estadounidense. Muchos historiadores gastronómicos creen que a principios del siglo XIV, sobre la época de la primera exploración africana, los expedicionarios europeos llevaban sus propios suministros alimenticios y los introdujeron en la dieta africana. Alimentos tales como los nabos de Marruecos y el repollo de España jugarían un papel importante en la historia de la gastronomía afroamericana.
Cuando el tráfico de esclavos europeo comenzó a principios de los años 1400, la dieta de los africanos recién esclavizados cambió en los largos viajes desde su tierra de origen. Fue durante esta época cuando algunos de los cultivos indígenas de África empezaron a aparecer en América.
Los propietarios alimentaban a sus esclavos lo más barato posible, a menudo con restos de la plantación, obligándolos a hacer la comida con los ingredientes que tenían a mano. Por ejemplo, las verduras de que disponían los esclavos eran nabos, remolachas y dientes de león. Pronto los esclavos empezaron a cocinar con nuevos tipos de verdura: berza, col verde, mastuerzo, mostaza y ombú. También desarrollaron recetas que usaban manteca de cerdo, harina de maíz y despojos, cortes de carne desechados como manitas de cerdo, rabo de buey, ham hocks, chitterlings (intestino delgado de cerdo), oreja de cerdo, carrillada de cerdo, tripas y piel. Los cocineros añadían cebolla, ajo, tomillo y hoja de laurel para mejorar el sabor. Algunos esclavos complementaban sus dietas manteniendo pequeños huertos que se les cedían para cultivar sus propias verduras, y muchos se dedicaban también a la pesca y la caza, lo que llevó la caza a sus mesas. Animales tales como el mapache, la ardilla, la zarigüeya, la tortuga y el conejo fueron, hasta los años 1950, muy comunes entre la población afrodescendiente predominantemente rural y sureña.
Había poco desperdicio en la cocina tradicional afroamericana. Las sobras de pescado se convertían en croquetas (añadiéndoles huevo, harina de maíz o trigo y condimentos, empanándolas y friéndolas). El pan duro se convertía en budín de pan, y cada parte del cerdo tenía su propio plato especial. Incluso el líquido de las verduras cocinadas, llamado potlikker, era consumido como un tipo de gravy o bebida.
Tras largas horas de trabajos forzados, la cena era el momento en que las familias se reunían, y las tradicionales cenas comunales eran el entorno perfecto para la conversación y el recitado de historias y cuentos. Otra tradición era la cena potluck, en la que cada miembro de la familia llevaba un plato diferente. Cuando era el turno de la familia para ser visitada por el predicador, también era una práctica común entre las mujeres afroamericanas retrasar la comida o cena del domingo hasta que llegaba. Si el ministro favorecía frecuentemente la mesa de una familia, confería a ésta un grado de prestigio a ojos de la congregación. La tradición de la familia extendida, amigos y vecinos de reunirse en casa de una mujer en Navidades y Acción de Gracias por su estatus como cocinera también comenzaba por la aprobación del predicador.
Tras abolirse la esclavitud en los Estados Unidos, muchos afroamericanos pobres solo podían permitirse los cortes más baratos de carne y vísceras. La agricultura de subsistencia daba verduras frescas, y la pesca y la caza proporcionaban pescado y carne.
Aunque la soul food se originó en el sur, los restaurantes de esta tradición culinaria se han extendido por todos los Estados Unidos: desde los puestos de pollo frito y aperitivos hasta los restaurantes para cenar, especialmente en ciudades con poblaciones notables de afroamericanos.

## Gastronomía americana nativa
Las culturas americanas nativas sureñas (cheroquis, chickasaws, choctaws, creeks) son la piedra angular de la gastronomía sureña. De su cultura vino uno de los principales alimentos básicos de la dieta sureña: el maíz, tanto molido como mezclado con sal alcalina para hacer nixtamal. El maíz se usaba para elaborar todo tipo de platos, desde el familiar pan de maíz y la sémola hasta licores tales como el whisky y el aguardiente casero, que eran importantes artículos comerciales.
Las patatas, aunque eran un alimento menos básico, también fueron adoptadas de la gastronomía nativa, y se usaban de muchas formas parecidas a las del maíz.
Los nativos americanos introdujeron a los primeros sureños muchas de las otras verduras aún familiares en las mesas sureñas. El calabacín, la calabaza, muchos tipos de judías, los tomates (si bien inicialmente se consideraban venenosos), muchos tipos de pimiento y sasafrás llegaron a los colonos a través de las tribus nativas.
Había muchas frutas disponibles en esta región. Muscadinias, moras, frambuesas y otros frutos del bosque eran parte de la dieta de los nativos americanos del sur.

Hasta un grado mayor del que nadie pueda advertir, varios de los más importantes platos de los indios del sureste perviven actualmente en la soul food tomada por sureños tanto negros como blancos. El hominy, por ejemplo, sigue comiéndose ... El sofkee sobrevive como sémola ... el pan de maíz [es] usado por cocineros sureños ... Frituras indias ... conocidas variadamente como hoe cake, ... o Johnny cake. ... El pan de maíz cocido indico está presente en la cocina sureña como dumplings de sémola ... y como hush puppies ... Los sureños cocinaban sus judías y guisantes hirviéndolos, al igual que los indios ... como los indios curaban su carne y la ahumaban sobre carbón de nogal.
Charles Hudson, The Southeastern Indians.

Los nativos americanos sureños también completaban sus dietas con carne procedente de la caza. El venado era una importante carne básica gracias a la abundancia del venado de cola blanca en la región. También cazaban conejo, ardilla, zarigüeya y mapache. Se criaba ganado, adoptado de los europeas, tanto cerdos como vacas. Cuando se mataba venado o ganado, se usaba el animal entero. Aparte de la carne, no era infrecuente comer vísceras tales como hígado, sesos y tripas. Esta tradición perdura en platos emblemáticos como chitterlings (intestino delgado de cerdo frito), livermush (un plato común en las Carolinas hecho de hígado de cerdo) y sesos revueltos. La grasa de los animales, particularmente de cerdo, se preparaba y usaba para cocinar y freír. Muchos de los primeros colonos europeos aprendieron las técnicas culinarias de los nativos americanos del sur, y así se inició la difusión cultural de la gastronomía sureña.
Los blancos y negros pobres del sur preparaban muchos de los mismos platos provenientes de la tradición soul, pero los estilos de preparación variaban a veces. Ciertas técnicas populares en la cocina soul y sureña como freír la carne y usar todas las partes del animal para consumo, tienen una larga historia de la que aparecen evidencias en culturas antiguas de todo el mundo, incluyendo Roma, Egipto y China. De cualquier forma que fuera introducida en el sur de Estados Unidos, la carne frita se convirtió en un alimento básico común.

## Libros de recetas
Debido a que era ilegal en muchos estados que los esclavos africanos aprendieran a leer y escribir, las recetas y técnicas culinarias de la soul food tendía a transmitirse oralmente, hasta la abolición de la esclavitud. El primer libro de recetas de soul food se atribuye a Abby Fisher, se titula What Mrs. Fisher Knows About Old Southern Cooking (‘Lo que la Sra. Fisher sabe de antigua cocina sureña’) y fue publicado en 1881. Good Things to Eat (‘Cosas buenas para comer’) fue publicado en 1911; su autor, Rufus Estes, era un antiguo esclavo que trabajó al servicio de la ferroviaria Pullman. Muchos otros libros de recetas fueron escritos por afroamericanos durante esta época, pero como no fueron distribuidos ampliamente, en la actualidad se han perdido.
Desde mediados del siglo XX, muchos libros de recetas subrayando la soul food y costumbres culinarias afroamericanas han sido publicados y bien recibidos. Vibration Cooking, or the Travel Notes of a Geechee Girl, de Vertamae Grosvenor, originalmente publicado en 1970, se centraba en la cocina lowcountry, geechee o gullah de Carolina del Sur. Su hincapié en la espontaneidad en la cocina —cocinar por «vibraciones» más que midiendo precisamente los ingredientes, además de aprovechar los alimentos a mano— capturó la esencia de las técnicas culinarias afroamericanas tradiciones. Los ingredientes simples y saludables de la cocina lowcountry, como las gambas, ostras, cangrejos, productos frescos, arroz y batatas, lo convirtieron en un superventas.
En el centro de los banquetes afroamericanos está el valor de compartir. De igual forma, los libros de recetas afroamericanos tienen con frecuencia un tema común de reuniones familiares. Diversas congregaciones religiosas y organizaciones de servicio público y ayuda social como el National Council of Negro Women (NCNW) han publicado libros de recetas para financiar su actividad y con fines benéficos. El NCNW produjo su primer libro de recetas, The Historical Cookbook of the American Negro, en 1958, y resucitó la costumbre en 1993, publicando una serie popular de libros de cocina que incluían recetas de famosos afroamericanos, entre ellos: The Black Family Reunion Cookbook (1993), Celebrating Our Mothers' Kitchens: Treasured Memories and Tested Recipes (1994) y Mother Africa's Table: A Chronicle of Celebration (1998). El NCNW también ha reimpreso recientemente The Historical Cookbook.
La famosa cocinera tradicional sureña y escritora Edna Lewis escribió una serie de libros entre 1972 y 2003, incluyendo A Taste of Country Cooking (Alfred A. Knopf, 1976) donde hilaba historias de su infancia en Freetown (Virginia) con recetas de «auténtica comida sureña».

## Soul foody salud

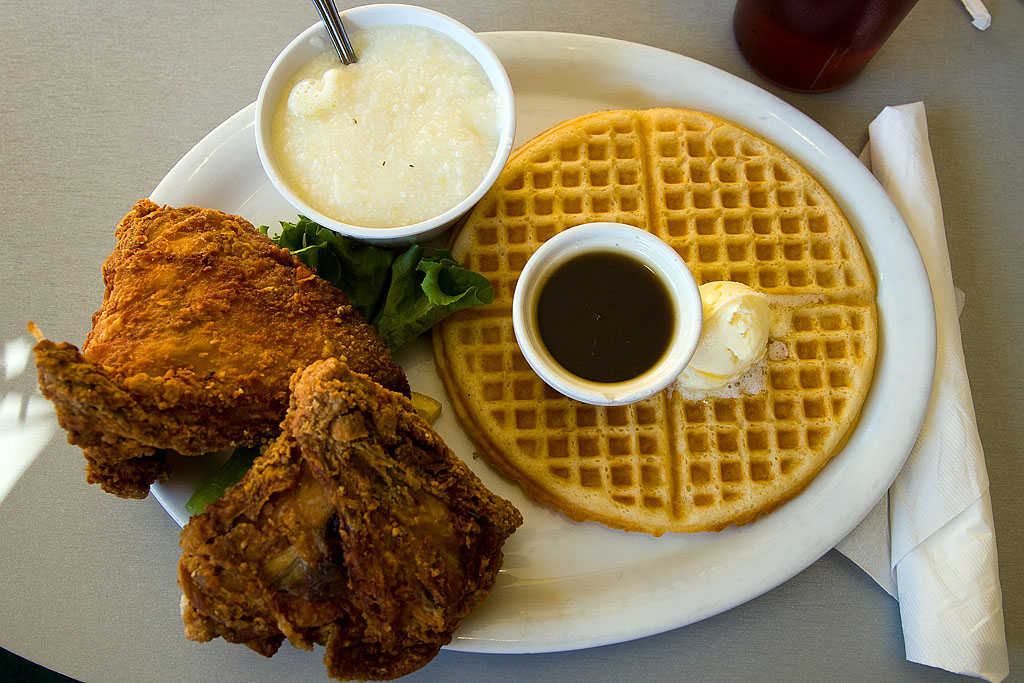
Chicken and waffles. Plato típico del sur de Estados Unidos.

La soul food fue desarrollada por afroamericanos esclavizados que vivían en condiciones difíciles y paupérrimas sometidos a duros trabajos físicos. Es humilde, abundante, tradicionalmente cocinada y condimentada con productos derivados del cerdo y a menudo frita en manteca.
Antiguamente, un aspecto importante de la preparación de la soul food era la reutilización de la grasa para cocinar. Debido a que muchos cocineros eran demasiado pobres para tirar la grasa que ya se había usado, la vertían mientras seguía líquida en un recipiente. Al enfriarse, la grasa se volvía a solidificar y podía volver a usarse la próxima vez que un plato necesitase manteca.
El consumo frecuente de estos ingredientes sin la realización de ejercicio o actividad importante puede contribuir a tasas desproporcionadamente elevadas de obesidad, hipertensión, problemas cardíacos y circulatorios, y diabetes de tipo 2, enfermedades que a menudo acortan la esperanza de vida. Adicionalmente, las grasas trans, que no solo se usan en la soul food sino en muchos alimentos industriales, contribuyen a las enfermedades cardiovasculares.
Como resultado, algunos afroamericanos pueden usar métodos de preparar la soul food que difieren de los empleados por sus abuelos, incluyendo el uso de alternativas más saludables para freír (aceite vegetal líquido o de colza) y preparar guisos y estofados con pavo ahumado en lugar de con cerdo. Los cambios en las técnicas de crianza del cerdo también han supuesto la producción de piezas drásticamente más magras. Algunos cocineros incluso han adaptado las recetas para incluir alternativas más saludables a los ingredientes tradicionales, incluyendo tofu y análogos a base de soja. Los críticos han argumentado que el intento por hacer más sana la soul food tiene el efecto indeseable de no resultar tan sabrosa como la receta tradicional.
Ciertas recetas básicas de una dieta soul food tienen pronunciados beneficios para la salud. Las berzas son excelentes fuentes de vitaminas y minerales, incluyendo vitamina A, B6 y C, manganeso, hierro, calcio, ácido fólico, fibra y pequeñas cantidades de ácidos grasos omega 3. También contienen varios fitonutrientes que se cree juegan un papel en la prevención del cáncer de ovario y de mama. Los guisantes, el arroz y las legumbres son excelentes fuentes baratas de proteína que también contienen importantes vitaminas, minerales y fibra. Las batatas son una excelente fuente de beta caroteno y oligominerales, y han sido clasificadas como alimento «antidiabético». Estudios recientes con animales han mostrado que las batatas pueden estabilizar los niveles de azúcar en sangre y bajar la resistencia a la insulina.
La importancia de la fritura como técnica culinaria es en gran parte responsable de la reputación de la soul food como dieta grasienta y mala para la salud. Sin embargo, cuando se hace correctamente, la fritura en grasa a alta temperatura puede hacer que pase menos aceite a la comida. Al evaporarse el agua de los alimentos, el vapor saliente tiene más fuerza que el aceite entrante, por lo que termina entrando menos grasa a la comida. Sin embargo, empanar abundantemente, usar poco aceite o freír a temperatura demasiado baja puede resultar en comidas aceitosas y poco saludables.